# 北風と太陽 (YeLLOW Generationの曲)
『北風と太陽』（きたかぜとたいよう）は、日本のボーカルユニットYeLLOW Generationの2枚目のシングルである。2002年8月21日発売。発売元はDefSTAR RECORDS。

## 概要
- 前作から2ヶ月ぶりとなるシングル。
- 『ドラマ30・ドレミソラ』の主題歌として使われ、YeLLOW Generationの最大のヒット曲となった。ドラマのオープニングの映像では彼女たちが歌っている姿も流された。

## 収録曲
1. 北風と太陽 (5:20)
作詞：おちまさと、作曲：渡辺未来、編曲：家原正樹
2. 2880316 〜地球最後の日の皆様へ〜 (4:03)
作詞：おちまさと、作曲・編曲：WATARI
歌詞に「小惑星1950DA」が登場する。
3. 北風と太陽 (LESS VOCAL)(5:20)

## 収録アルバム
- オリジナル『CARPE DIEM』（2002年12月11日）
- オムニバス『31HITS 〜THE JAPAN GOLD DISC AWARD 2003〜』（2003年4月23日）

## タイアップ
- 北風と太陽：毎日放送『ドラマ30・ドレミソラ』主題歌

| 頭サビ | 頭サビ     | → | Aメロ1・Bメロ1 | Aメロ1・Bメロ1 | → | サビ1 | サビ1      | → | Aメロ2・Bメロ2 | Aメロ2・Bメロ2 |
|        | ト長調 (G) | → |                | 変ロ長調 (B♭)  | → |       | ト長調 (G) | → |                | 変ロ長調 (B♭)  |

| サビ2 | サビ2      | → | Cメロ | Cメロ         | → | 大サビ | 大サビ     |
|       | ト長調 (G) | → |       | 変ロ長調 (B♭) | → |        | ト長調 (G) |